# Maksym Kuba
Maksym Wołodymyrowycz Kuba, ukr. Максим Володимирович Куба (ur. 5 lipca 1991) – ukraiński piłkarz, grający na pozycji pomocnika.

## Kariera piłkarska

### Kariera klubowa
Wychowanek szkoły piłkarskiej BWUFK Browary, barwy której bronił w juniorskich mistrzostwach Ukrainy (DJuFL). W 2009 rozpoczął karierę piłkarską w amatorskim zespole Zenit Bojarka. Na początku 2010 został piłkarzem Nywy Winnica. Podczas przerwy zimowej sezonu 2011/12 wyjechał do Mołdawii, gdzie zasilił skład Olimpii Bielce. Po roku występów opuścił mołdawski klub. Latem 2013 został zaproszony do klubu Arsenał-Kyjiwszczyna Biała Cerkiew.